# Liên minh phương Bắc
Liên minh phương Bắc Afghanistan, chính thức được gọi là Mặt trận Đoàn kết Hồi giáo Cứu quốc Afghanistan (tiếng Ba Tư: ‏جبهه متحد اسلامی ملی برای نجات افغانستان Jabha-yi Muttahid-i Islāmi-yi Millī barā-yi Nijāt-i Afghānistān), là một mặt trận quân sự được hình thành vào cuối năm 1996 sau khi Tiểu vương quốc Hồi giáo Afghanistan (Taliban) đánh chiếm Kabul. Mặt trận Đoàn kết được các nhà lãnh đạo chủ chốt của Nhà nước Hồi giáo Afghanistan tập hợp, đặc biệt là vị Tổng thống lưu vong Burhanuddin Rabbani và cựu Bộ trưởng Quốc phòng Ahmad Shah Massoud. Ban đầu Liên minh chỉ gồm chủ yếu là người Tajikistan nhưng đến năm 2000, các nhà lãnh đạo của các nhóm dân tộc khác đã gia nhập Liên minh phương Bắc như Abdul Rashid Dostum, Mohammad Mohaqiq, Abdul Qadir, Sayed Hussein Anwari và số khác.
Liên minh phương Bắc đã chiến đấu một cuộc chiến tranh phòng thủ chống lại chính phủ Taliban. Họ đã nhận được sự hỗ trợ của Iran, Nga, Ấn Độ, Tajikistan và những nước khác, trong khi Taliban thì chỉ được sự hỗ trợ của al-Qaeda và Quân đội Pakistan. Liên minh phương Bắc chủ yếu gồm sắc tộc Tajikistan, nhưng về sau còn thêm cả Uzbekistan, Hazaras và Pashtun. Chính quyền Taliban chủ yếu gồm những thành viên người Pashtun với các nhóm thiểu số khác. Sau cuộc tấn công do Mỹ dẫn đầu và thành lập chính quyền Karzai vào cuối năm 2001, Liên minh phương Bắc đã tan rã từng phần dẫn tới sự thành lập của các đảng phái chính trị khác nhau.

## Chỉ huy và các phe phái

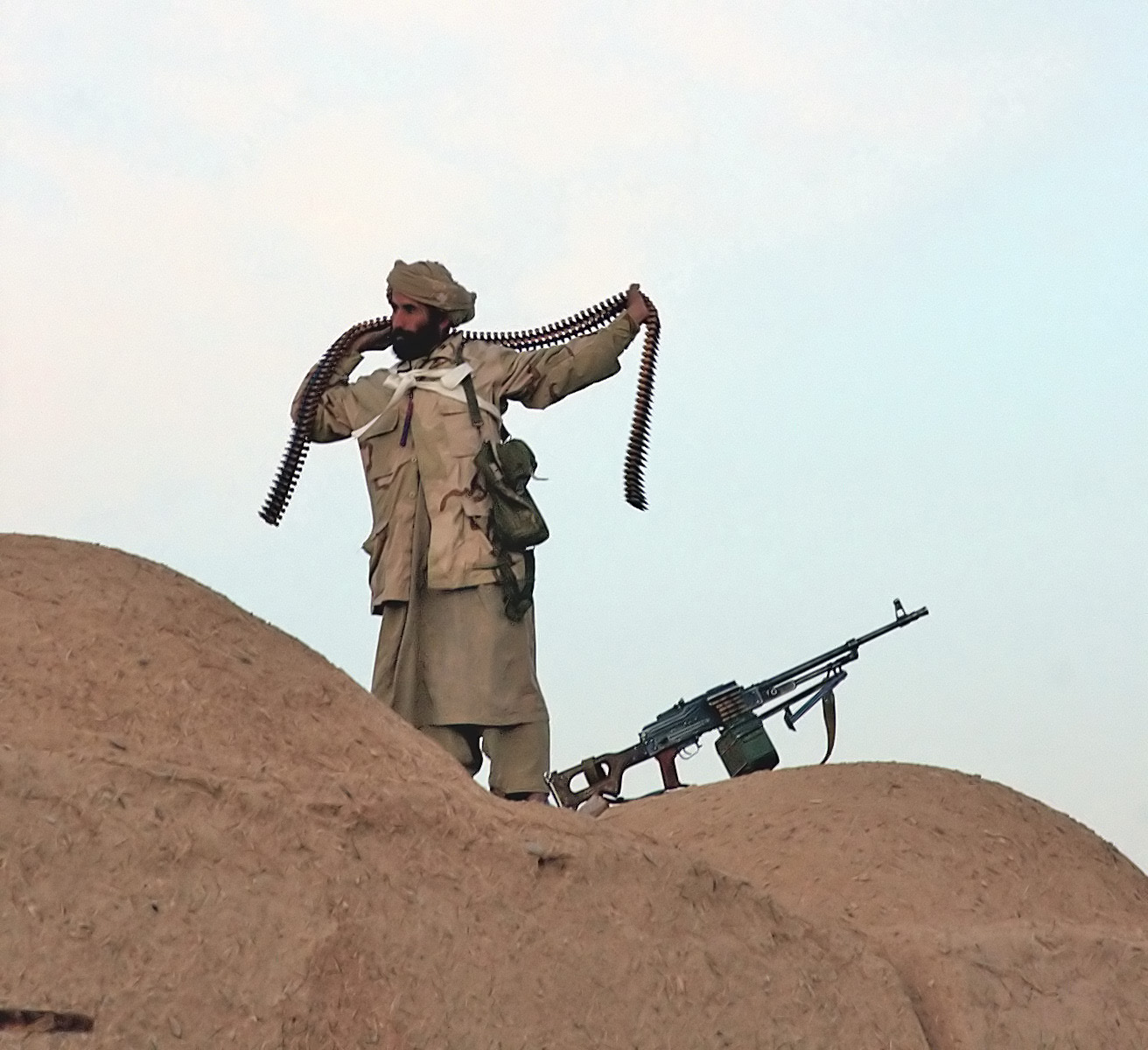
Hình chụp một dân quân của Liên minh phương Bắc vào tháng 1 năm 2002.

Liên minh phương Bắc được các phe phái đối lập thành lập vào cuối năm 1996 đóng vai trò như một lực lượng kháng chiến chống Taliban. Kể từ đầu năm 1999, Ahmad Shah Massoud là nhà lãnh đạo chính duy nhất có thể bảo vệ lãnh thổ của mình chống lại Taliban và như vậy vẫn là người lãnh đạo chính yếu trên thực tế về chính trị và quân sự của Liên minh được công nhận bởi các thành viên của tất cả các nhóm sắc tộc khác nhau. Massoud quyết định đường lối chính trị chính và chiến lược quân sự chung của liên minh. Một phần trong các phe phái quân sự Liên minh như Junbish-i Milli hoặc Hezb-e Wahdat thì lại không nằm dưới sự kiểm soát trực tiếp của Massoud mà vẫn nằm dưới quyền lãnh đạo khu vực hoặc dân tộc của họ.
Chỉ huy quân sự của Liên minh hoặc là độc lập hoặc thuộc một trong các phe phái chính trị sau đây: 
- Nhóm Jamiat-I-Islami, với thành viên chủ yếu là những người Tajikistan thiểu số phái Sunni do Ahmad Shah Massoud và Burhanuddin Rabbani lãnh đạo.
- Nhóm Junbish-i Milli với thành viên chủ yếu là những người Uzbekistan thiểu số phái Sunni do tướng Abdul Rashid Dostum lãnh đạo.
- Nhóm Đông Shura với thành viên chủ yếu là những người Pashtun phái Sunni do Abdul Qadir lãnh đạo
- Nhóm Harakat-e Islami gồm những người Tajikistan và Hazara phái Shia do Sayed Hussain Anwari lãnh đạo
- Nhóm Hezb-e Wahdat gồm những người Hazara thiểu số phái Shia do Mohammad Mohaqiq và Karim Khalili lãnh đạo.

Từ miền bắc Afghanistan: Bismillah Khan Mohammadi, Atta Mohammad Noor, Mohammad Daud Daud, Mohammad Fahim, Gul Haider, Mohammad Mohaqiq, Rashid Dostum, Qazi Kabir Marzban; 
- Từ miền đông Afghanistan: Abdul Qadir, Hazrat Ali, Jaan DAAD Khan, Abdullah Wahedi, Qatrah và Najmuddin;
- Từ miền nam Afghanistan: Qari Baba, Aref Noorzai và Hotak;
- Từ phía tây Afghanistan: Ismail Khan, Tiến sĩ Ibrahim, và Fazlkarim Aimaq;
- Từ trung ương Afghanistan: Sayed Mustafa Kazemi, Said Hussein Aalemi Balkhi, Akbari, Mohammad Ali Jawed Karim Khaili và Sher Alam.

Chỉ huy và phó chỉ huy quân sự của Liên minh bao gồm: 
Hai ứng cử viên chính trị chính trong cuộc bầu cử tổng thống Afghanistan năm 2009 đều làm việc cho Mặt trận Đoàn kết: 
- Abdullah Abdullah (là một người bạn thân của Ahmad Shah Massoud và bộ trưởng ngoại giao của liên minh)
- Hamid Karzai (có cha bị Taliban giết chết, sau đó ông đã tiến hành sứ mệnh ngoại giao để tìm kiếm sự hỗ trợ cho Massoud ở châu Âu và Mỹ vào năm 2000/2001)

## Lịch sử

### Bối cảnh

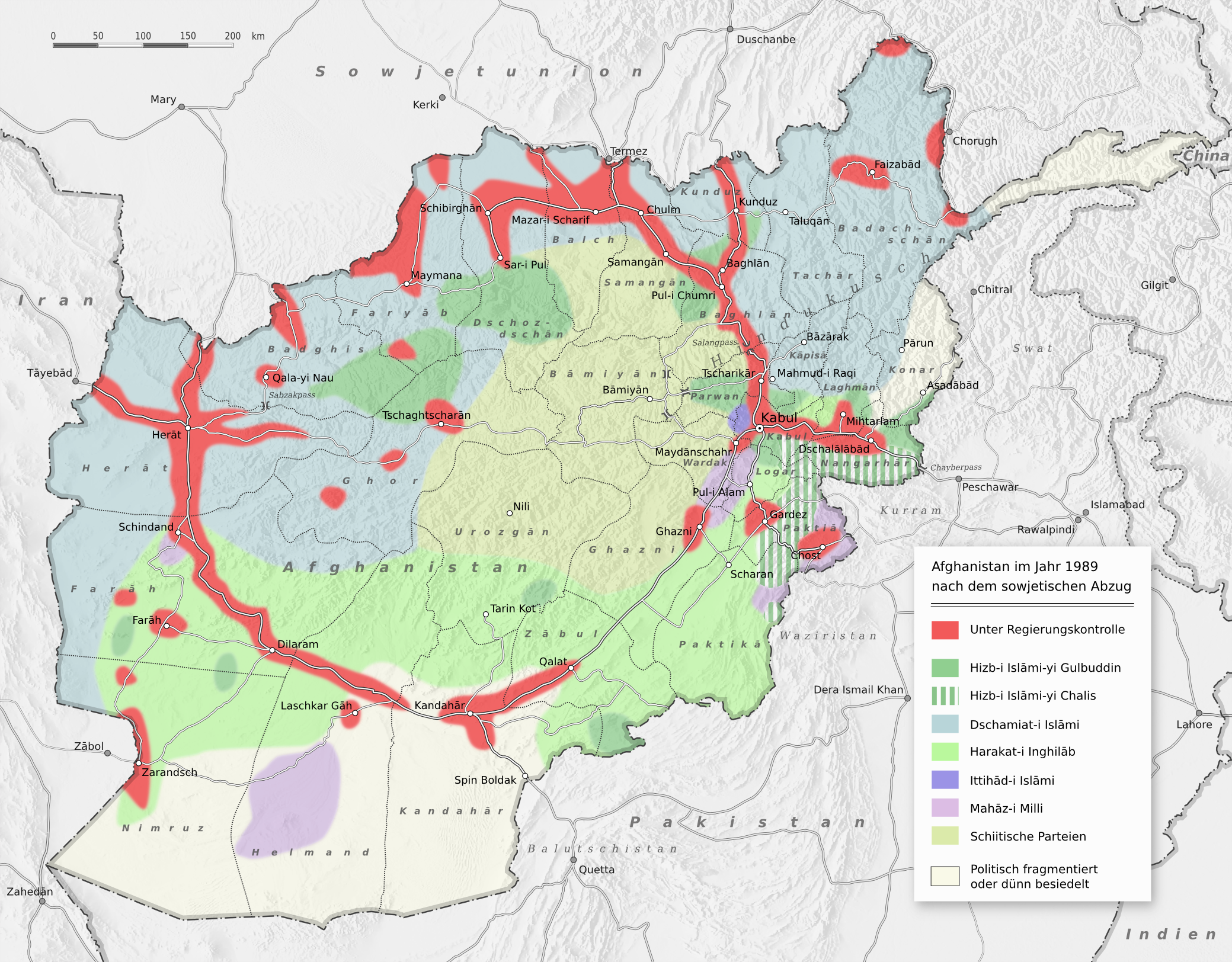
Afghanistan sau khi Liên Xô rút quân. Shura-e Nazar/Jamiat-e Islami (màu xanh), Hezb-e Wahdat and Harakat-e Islami (màu vàng), Ittihad-i Islami (màu tím), các nhóm cộng sản bao gồm Junbish-i Milli (màu đỏ), Hezb-i Islami Gulbuddin (màu xanh lá đậm), Hezb-i Islami Khalis (sọc trắng-xanh), Harakat-i Inqilab gồm phe về sau là Taliban (màu xanh lá nhạt).

Sau sự sụp đổ của chính phủ cộng sản Najibullah do Liên Xô hậu thuẫn vào năm 1992, các đảng phái chính trị Afghanistan đã nhất trí về một nền hòa bình và thỏa thuận chia sẻ quyền lực (Hòa ước Peshawar). Hiệp định đã tạo nên Nhà nước Hồi giáo Afghanistan và bổ nhiệm một chính phủ lâm thời trong thời kỳ chuyển tiếp được tiếp nối bởi cuộc tổng tuyển cử. Theo lời Tổ chức Theo dõi Nhân quyền: 
Chủ quyền của Afghanistan đã được chính thức trao lại cho Nhà nước Hồi giáo Afghanistan, một thực thể được tạo ra vào tháng 4 năm 1992, sau sự sụp đổ của chính quyền Najibullah do Liên Xô hậu thuẫn. [...] Ngoại trừ Hezb-e Islami của Gulbuddin Hekmatyar, tất cả các phe [...] bề ngoài thì được thống nhất dưới chính quyền này vào tháng 4 năm 1992. [...] Hezb-e Islami của Hekmatyar, về phần mình đã từ chối công nhận chính phủ cho hầu hết giai đoạn thảo luận trong báo cáo này và các cuộc tấn công chống lại lực lượng chính phủ và Kabul nói chung. [...] Đạn pháo và tên lửa rơi ở khắp mọi nơi.

Gulbuddin Hekmatyar còn nhận được sự hỗ trợ hoạt động, tài chính và quân sự của Pakistan. Chuyên gia về Afghanistan Amin Saikal đã kết luận trong cuốn Modern Afghanistan: A History of Struggle and Survival (Afghanistan đương đại - Một thiên lịch sử đấu tranh và sinh tồn): 
Pakistan mong muốn thiết lập một bước đột phá ở Trung Á. [...] Islamabad có thể không mong đợi những nhà lãnh đạo chính phủ Hồi giáo mới [...] phụ thuộc vào các mục tiêu quốc gia của riêng họ để giúp Pakistan thực hiện tham vọng khu vực của mình. [...] Nếu không có sự hỗ trợ hậu cần và cung cấp một số lượng lớn tên lửa của ISI, lực lượng của Hekmatyar sẽ không thể nhắm mục tiêu và phá hủy một nửa Kabul.

Ngoài ra, Ả Rập Xê Út và Iran – những đối thủ tranh giành quyền bá chủ trong khu vực – đã hỗ trợ lực lượng dân quân Afghanistan trở mặt đối địch với nhau. Theo Tổ chức Theo dõi Nhân quyền thì Iran đã hậu thuẫn cho phe Hezb-i Wahdat thuộc sắc tộc Hazara phái Shia của Abdul Ali Mazari nhằm "tối đa hóa sức mạnh quân sự và ảnh hưởng của Wahdat". Ả Rập Xê Út thì ủng hộ Wahhabite Abdul Rasul Sayyaf và phe Ittihad-i Islami của ông. Một ấn phẩm của trường Đại học George Washington mô tả: 
Lực lượng bên ngoài nhìn thấy sự bất ổn ở Afghanistan như một cơ hội để nhấn mạnh đến các chương trình nghị sự chính trị và an ninh của riêng họ.

Xung đột giữa hai lực lượng dân quân đã sớm leo thang thành một cuộc chiến tranh toàn diện. Do sự khởi đầu đột ngột của chiến tranh, hoạt động của cơ quan chính phủ, các đơn vị cảnh sát hoặc một hệ thống tư pháp và trách nhiệm đối với Nhà nước Hồi giáo Afghanistan mới được tạo ra không có thời gian để hình thành. Tội ác đều có sự nhúng tay từ các cá nhân của các phe phái vũ trang khác nhau trong khi Kabul rơi vào tình trạng vô luật pháp và hỗn loạn như mô tả trong báo cáo của Tổ chức Theo dõi Nhân quyền và Dự án Tư pháp Afghanistan. Cũng bởi sự hỗn loạn, một số nhà lãnh đạo dần dần chỉ kiểm soát các cấp phó chỉ huy của họ trên danh nghĩa. Tổ chức Theo dõi Nhân quyền đã viết: 
Hiếm khi ngừng bắn, thường đàm phán qua các đại diện của Ahmad Shah Massoud, Sibghatullah Mojaddedi hoặc Burhanuddin Rabbani [chính phủ lâm thời], hoặc các quan chức từ Ủy ban Chữ thập đỏ quốc tế (ICRC), thường sụp đổ trong vòng vài ngày.

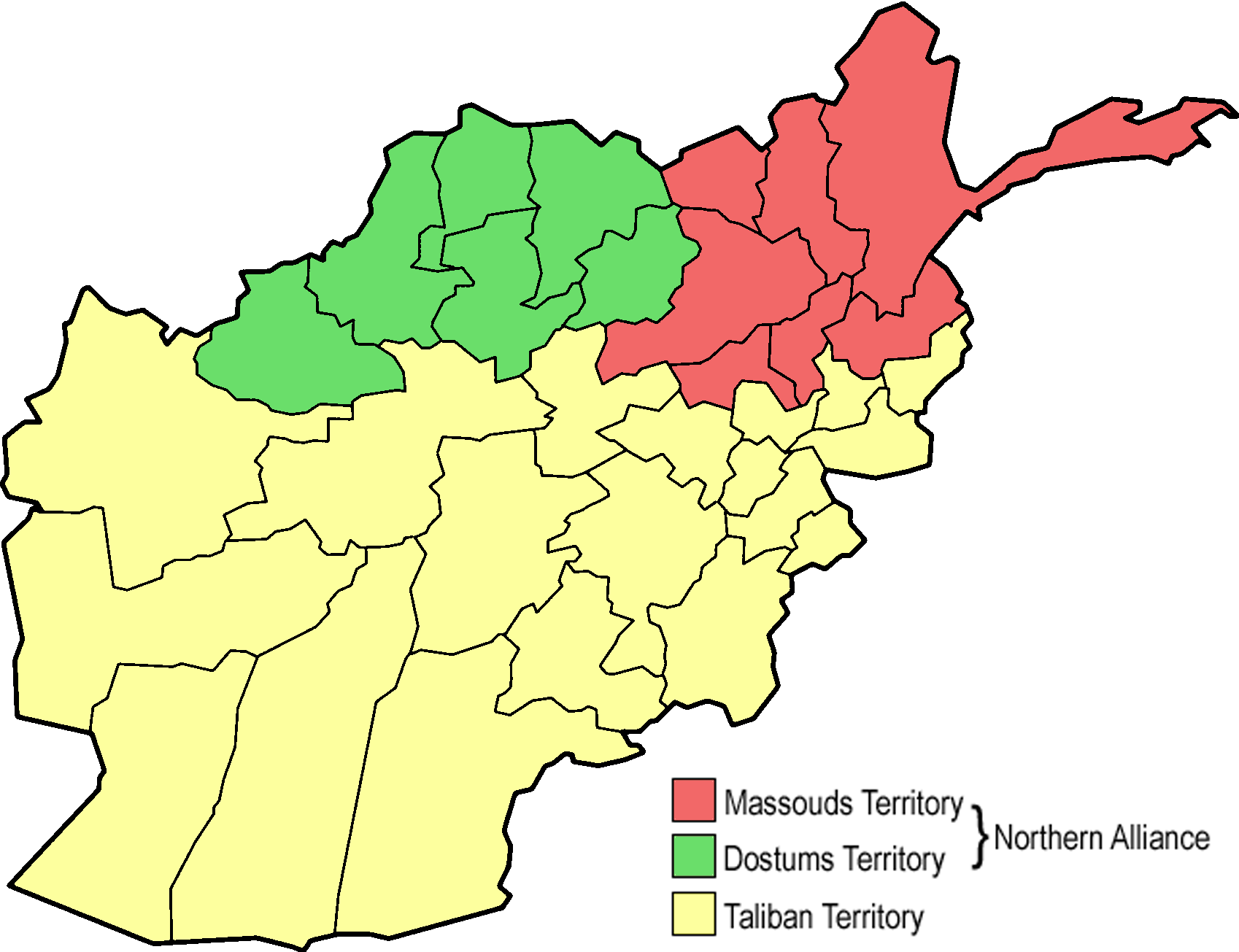
Bản đồ tình hình tại Afghanistan vào cuối năm 1996; Massoud (màu đỏ), Dostum (màu xanh lá cây) và vùng lãnh thổ Taliban (màu vàng).

Trong khi đó, miền nam Afghanistan nằm dưới sự kiểm soát của các nhà lãnh đạo địa phương không liên kết với chính quyền trung ương ở Kabul. Vào năm 1994, Taliban vốn là một phong trào bắt nguồn từ các trường tôn giáo Jamiat Ulema-e-Islam dành cho người tị nạn Afghanistan ở Pakistan, cũng đã phát triển ở Afghanistan như một lực lượng chính trị-tôn giáo. Tháng 11 năm 1994, họ nắm quyền kiểm soát thành phố miền nam Kandahar và sau đó mở rộng quyền kiểm soát của họ sang một số tỉnh ở miền nam và miền trung Afghanistan không thuộc quyền kiểm soát của chính phủ trung ương.
Đến cuối năm 1994, hầu hết các phe phái của lực lượng dân quân đã chiến đấu trong cuộc chiến giành quyền kiểm soát thủ đô Kabul đều bị các lực lượng của Bộ trưởng Quốc phòng của Nhà nước Hồi giáo Ahmad Shah Massoud đánh bại về mặt quân sự. Sự bắn phá thủ đô tạm dừng lại. Chính phủ Nhà nước Hồi giáo đã có những bước phục hồi luật pháp và trật tự trị an. Toà án bắt đầu làm việc trở lại. Massoud đã cố gắng để bắt đầu một tiến trình chính trị toàn quốc với mục tiêu củng cố quốc gia và các cuộc bầu cử dân chủ, ông cũng mời Taliban tham gia tiến trình này nhưng họ từ chối vì họ không tin vào một hệ thống dân chủ.
Taliban bắt đầu bắn phá thủ đô Kabul vào đầu năm 1995 nhưng đã bị đánh bại bởi các lực lượng của chính phủ Nhà nước Hồi giáo dưới sự chỉ huy của Ahmad Shah Massoud. Tổ chức Ân xá Quốc tế khi đề cập đến cuộc tấn công của Taliban đã viết trong một báo cáo năm 1995: 
"Đây là lần đầu tiên trong nhiều tháng mà thường dân Kabul đã trở thành mục tiêu của các cuộc tấn công tên lửa và pháo kích nhằm vào các khu dân cư trong thành phố".

Chiến thắng ban đầu của Taliban vào năm 1994 mà theo sau là một loạt các thất bại dẫn đến thiệt hại nặng nề khiến các nhà phân tích tin rằng phong trào Taliban đã đi vào đường cùng. Vào thời điểm đó Pakistan và Ả Rập Xê Út gia tăng đáng kể sự hỗ trợ của họ cho Taliban. Nhiều nhà phân tích như Amin Saikal mô tả Taliban như đang phát triển thành một lực lượng đại diện cho lợi ích khu vực của Pakistan. Ngày 26 tháng 9 năm 1996, khi quân Taliban được sự hỗ trợ quân sự của Pakistan và hỗ trợ tài chính của Ả Rập Xê Út đã chuẩn bị một cuộc tấn công lớn nhằm tái chiếm thủ đô Kabul, Massoud ra lệnh rút lui toàn diện khỏi thành phố. Cuối cùng Taliban chiếm được Kabul vào ngày 27 tháng 9 năm 1996 và thành lập Tiểu vương quốc Hồi giáo Afghanistan.

### Mặt trận Đoàn kết hình thành
Ahmad Shah Massoud và Abdul Rashid Dostum là những kẻ thù cũ đã thành lập Mặt trận Đoàn kết (Liên minh phương Bắc) chống lại Taliban lúc này đang chuẩn bị cuộc tấn công chống lại các khu vực còn lại dưới sự kiểm soát của Massoud và những vùng dưới sự kiểm soát của Dostum. Mặt trận Đoàn kết gồm các lực lượng chủ yếu là người Tajikistan của Massoud và lực lượng người Uzbekistan của Dostum, quân đội sắc tộc Hazara do Haji Mohammad Mohaqiq lãnh đạo và quân đội sắc tộc Pashtun dưới sự lãnh đạo của các tướng lĩnh như Abdul Haq và Haji Abdul Qadir. Các chính trị gia và các nhà ngoại giao nổi tiếng của Mặt trận bao gồm Abdul Rahim Ghafoorzai, Abdullah Abdullah và Masood Khalili. Từ khi quân Taliban đánh chiếm thủ đô Kabul vào tháng 9 năm 1996 đến tháng 11 năm 2001 thì Mặt trận đã kiểm soát khoảng 30% dân số Afghanistan tại các tỉnh như Badakhshan, Kapisa, Takhar và các vùng của Parwan, Kunar, Nuristan, Laghman, Samangan, Kunduz, Ghōr và Bamyan.

### Can thiệp quân sự của Pakistan

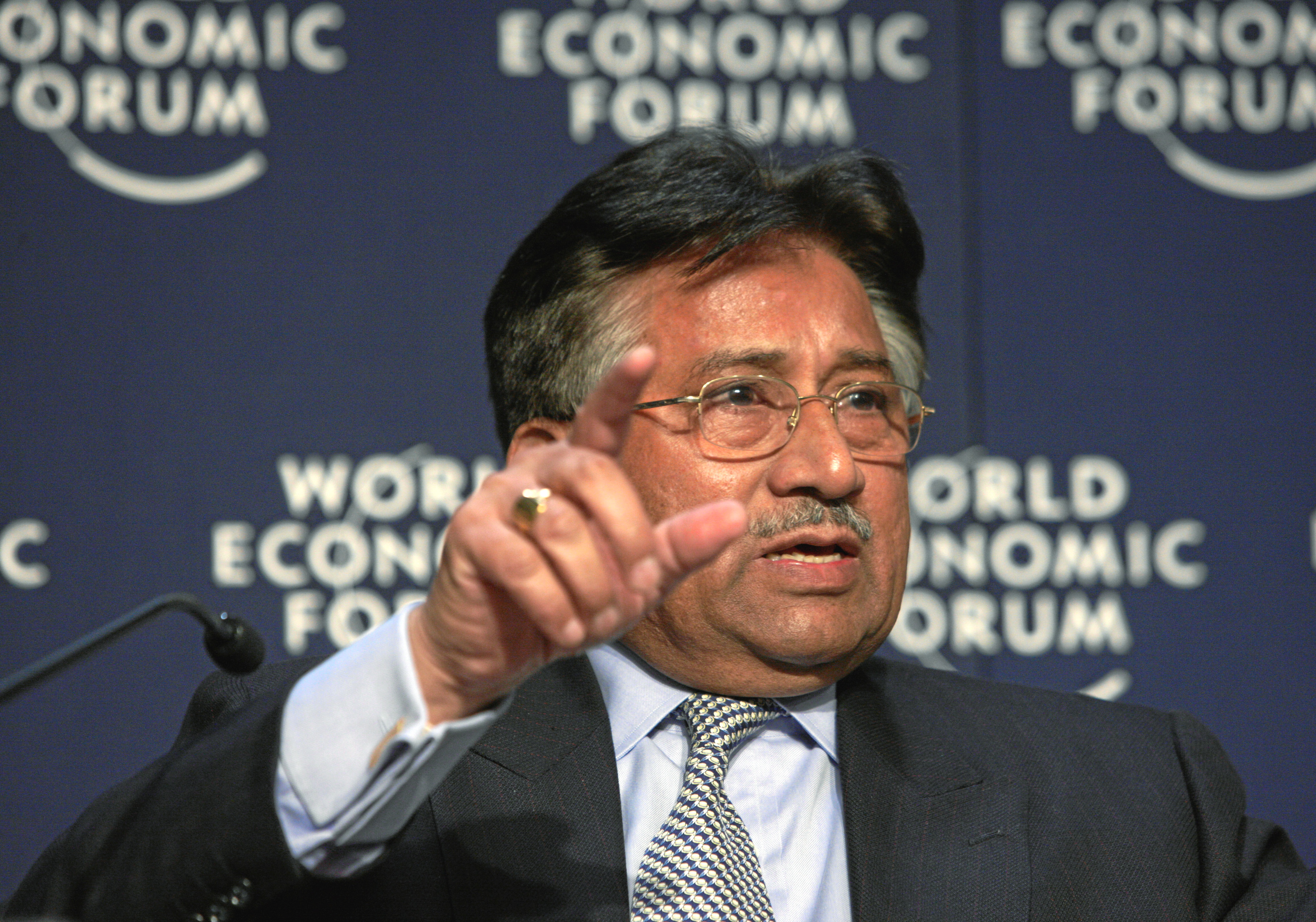
Cựu Tổng thống Pakistan Pervez Musharraf đã gửi hàng chục ngàn công dân Pakistan chiến đấu bên cạnh Taliban.

Theo chuyên gia về Afghanistan của Pakistan Ahmed Rashid, "từ năm 1994 đến năm 1999, ước tính có khoảng 80.000 đến 100.000 người Pakistan được huấn luyện và chiến đấu tại Afghanistan" ở bên phe Taliban chống lại Liên minh phương Bắc.
Tính riêng năm 2001, theo một số nguồn tin quốc tế đã có khoảng 28.000-30.000 công dân Pakistan, 14.000-15.000 người Afghanistan theo Taliban và 2.000-3.000 chiến binh Al Qaeda đã chiến đấu chống lại lực lượng chống Taliban ở Afghanistan như một lực lượng quân sự khá mạnh lên tới 45.000 người. Tổng thống Pakistan Pervez Musharraf – sau là Tổng tham mưu trưởng quân đội – chịu trách nhiệm cho việc gửi hàng ngàn người Pakistan chiến đấu bên cạnh quân Taliban và Bin Laden chống lại các lực lượng của Ahmad Shah Massoud. Trong số khoảng 28.000 công dân Pakistan chiến đấu ở Afghanistan thì có 8.000 chiến binh được tuyển mộ từ các madrassa đã lấp đầy hàng ngũ lính chính quy của Taliban. Một tài liệu năm 1998 của Bộ Ngoại giao Mỹ xác nhận rằng "20-40 % [chính quy] lính Taliban là người Pakistan". Tài liệu này nói thêm rằng các bậc cha mẹ của những người dân Pakistan "không biết gì về sự dính líu quân sự của con em mình với Taliban cho đến khi thi thể của họ được mang về Pakistan". Theo báo cáo của Bộ Ngoại giao Mỹ và các báo cáo của Tổ chức Theo dõi Nhân quyền thì những công dân Pakistan khác chiến đấu ở Afghanistan là những binh sĩ chính quy nhất là từ Quân đoàn Biên giới mà còn từ quân đội cung cấp sự hỗ trợ chiến đấu trực tiếp.
Ngày 1 tháng 8 năm 1997, Taliban đã phát động một cuộc tấn công vào căn cứ quân sự chính Sheberghan của Abdul Rashid Dostum. Dostum đã cho biết lý do cuộc tấn công thành công là do sự tham gia của 1500 lính biệt kích Pakistan và sự yểm trợ của không quân Pakistan. Đến năm 1998, Iran cáo buộc Pakistan gửi lực lượng không quân ném bom Mazar-i-Sharif nhằm hỗ trợ quân Taliban và trực tiếp cáo buộc quân đội Pakistan vì "những tội ác chiến tranh ở Bamiyan". Cũng trong năm đó phía Nga cho biết, Pakistan chịu trách nhiệm về "sự bành trướng quân sự" của Taliban ở miền bắc Afghanistan bằng cách gửi một số lượng lớn quân đội Pakistan mà về sau bị Mặt trận Đoàn kết chống Taliban bắt làm tù binh.
Năm 2000, Hội đồng Bảo an Liên Hợp Quốc đã áp đặt một lệnh cấm vận vũ khí để chống lại sự hỗ trợ quân sự cho Taliban, rồi các quan chức Liên Hợp Quốc rõ ràng đã chọn Pakistan. Tổng thư ký Liên Hợp Quốc ngầm chỉ trích Pakistan vì sự hỗ trợ quân sự của họ và Hội đồng Bảo an tuyên bố đó là "nỗi đau khổ tột cùng qua các báo cáo tham gia chiến đấu về phía Taliban của hàng ngàn công dân không phải Afghanistan". Vào tháng 7 năm 2001, một số nước trong đó có Hoa Kỳ đã cáo buộc Pakistan là "vi phạm lệnh trừng phạt của Liên Hợp Quốc vì viện trợ quân sự cho Taliban". Cùng năm đó, Tình báo Anh báo cáo rằng ISI đã đóng một vai trò tích cực ở một số trại huấn luyện của Al Qaeda. ISI còn giúp đỡ việc xây dựng các trại huấn luyện cho cả Taliban và Al Qaeda. Từ năm 1996 đến năm 2001, Al Qaeda của Osama Bin Laden và Ayman al-Zawahiri đã trở thành một nhà nước trong nhà nước Taliban. Bin Laden đã gửi các chiến binh Al-Qaeda gốc Ả Rập và Trung Á tham gia cuộc chiến chống lại Liên minh phương Bắc trong số đó có Lữ đoàn 055 của ông ta.
Ngay khi phe chống Taliban tiến quân đánh chiếm Kabul vào tháng 11 năm 2001, lực lượng ISI đã tổ chức hoạt động và thầm giúp lực lượng dân quân Taliban rút lui toàn diện. Trong tháng 11 năm 2001, Taliban, các chiến binh Al-Qaeda và đặc vụ ISI đã được sơ tán một cách an toàn từ Kunduz trên máy bay chở hàng của quân đội Pakistan tới các căn cứ Không quân Pakistan tại Chitral và Gilgit ở khu vực phía Bắc của Pakistan trong những cái được mệnh danh là "Cầu hàng không của Quỷ". Vai trò của quân đội Pakistan đã được các quan sát viên quốc tế cũng như của lãnh đạo chống Taliban Ahmad Shah Massoud mô tả như một vụ "xâm lược lén lút". Cuộc "xâm lược lén lút" đã chứng minh không thể đánh bại các lực lượng chống Taliban áp đảo nghiêm trọng.

### Các vụ thảm sát của Taliban
Theo một báo cáo dài 55 trang của Liên Hợp Quốc, thì trong khi Taliban cố gắng củng cố quyền kiểm soát phía bắc và tây Afghanistan đã thực hiện các vụ thảm sát có hệ thống nhằm vào dân thường. Các quan chức Liên Hợp Quốc nói rằng đã có "15 vụ thảm sát" từ năm 1996 đến 2001. Họ cũng nói rằng "chính là hệ thống ở mức độ cao và tất cả đều hướng về [Taliban] Bộ Quốc phòng hoặc là chính Mullah Omar". Cái gọi là Lữ đoàn 055 của al-Qaeda cũng chịu trách nhiệm cho hàng loạt vụ sát hại dân thường Afghanistan. Báo cáo của Liên Hợp Quốc trích dẫn các nhân chứng ở nhiều làng mô tả các chiến binh Ả Rập "mang dao dài dùng để rạch cổ họng và lột da người".

### Nhân tố Ahmad Shah Massoud
| “ | Điều duy nhất cản trở các cuộc tàn sát của Taliban trong tương lai đó chính là Ahmad Shah Massoud. | ” |
|   | |   |

Sau những trận chiến lâu đời nhất là đối với thành phố phía bắc Mazar-i-Sharif, Abdul Rashid Dostum và các lực lượng Junbish của ông cùng với quân đồng minh Hezb-e Wahdat đã bị Taliban và các đồng minh của họ đánh bại vào năm 1998. Dostum sau đó phải sống lưu vong. Ahmad Shah Massoud vẫn là lãnh đạo chống Taliban chủ yếu duy nhất bên trong Afghanistan đủ khả năng bảo vệ các vùng rộng lớn tại lãnh thổ của mình chống lại quân đội Pakistan, Taliban và Al-Qaeda.
Taliban liên tục cung cấp tiền bạc cho Massoud và hứa hẹn một vị trí quyền lực để buộc ông phải dừng cuộc kháng cự của mình. Nhưng Massoud đã từ chối. Ông giải thích trong một cuộc phỏng vấn: "Taliban có lần cử đại diện đến nói: "Hãy đến và chấp nhận chức vụ Thủ tướng và về với chúng tôi", và họ sẽ giữ chức vụ cao nhất trong cả nước là chức Tổng thống. Nhưng còn cái giá phải trả?! Sự khác biệt mà chúng tôi quan tâm đến chính là cách chúng ta suy nghĩ về nguyên tắc thực sự của xã hội và nhà nước. Chúng tôi không thể chấp nhận điều kiện thỏa hiệp của họ nếu không chúng tôi sẽ phải từ bỏ các nguyên tắc của nền dân chủ hiện đại. Chúng tôi chủ yếu chống đối hệ thống gọi là "Tiểu vương quốc Afghanistan"". "Đó phải là một nơi mà mọi người dân Afghanistan đều tìm thấy hạnh phúc của riêng mình. Và tôi nghĩ rằng đều này chỉ có thể được đảm bảo bởi nền dân chủ dựa trên sự đồng thuận".
Massoud muốn thuyết phục Taliban tham gia vào một tiến trình chính trị hàng đầu đối với các cuộc bầu cử dân chủ trong một tương lai gần. Ông cũng nói: "Taliban không phải là một lực lượng được coi là bất khả chiến bại. Họ được tách từ những người bây giờ. Họ yếu hơn so với trong quá khứ. Chỉ có sự hỗ trợ của Pakistan, Osama bin Laden và các nhóm cực đoan khác mới giữ cho Taliban trụ được. Khi sự hỗ trợ bị ngưng lại thì họ rất khó mà tồn tại nổi".

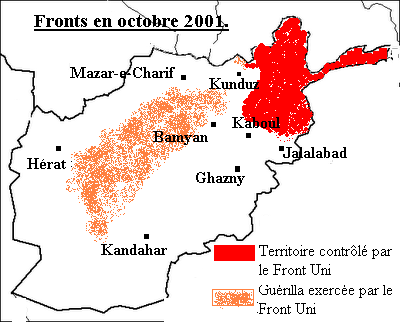
Bản đồ tình hình Afghanistan từ tháng 8-10 năm 2001

Vào đầu năm 2001 Liên minh phương Bắc đã triển khai một chiến lược mới là áp lực quân sự địa phương và kháng cáo chính trị toàn cầu. Sự bất bình ngày càng tăng dần để chống lại sự cai trị của Taliban từ dưới đáy xã hội Afghanistan bao gồm cả các khu vực của người Pashtun. Tổng cộng ước tính có khoảng một triệu người đã trốn khỏi Taliban. Nhiều thường dân đã bỏ chạy đến khu vực của Ahmad Shah Massoud. National Geographic đã kết luận trong tài liệu của mình "Bên trong Taliban": "Điều duy nhất cản trở các cuộc tàn sát của Taliban trong tương lai chính là Ahmad Shah Massoud". Trong khu vực dưới sự kiểm soát của Massoud đã thiết lập thể chế dân chủ và ký Tuyên bố Quyền của Phụ nữ. Đồng thời ông rất thận trọng để không lặp lại sự thất bại của chính phủ Kabul vào thập niên 1990. Ngay trong năm 1999, lãnh đạo Liên minh đã ra lệnh huấn luyện lực lượng cảnh sát đặc biệt để giữ gìn an ninh trật tự và bảo vệ dân thường trong trường hợp Mặt trận thành công. Vào đầu năm 2001, Ahmad Shah Massoud đã diễn thuyết trước Nghị viện châu Âu ở Brussels yêu cầu cộng đồng quốc tế cung cấp trợ giúp nhân đạo cho người dân Afghanistan. Ông nói rằng Taliban và Al Qaeda đã giới thiệu "một sự diễn giải sai lệch về Hồi giáo" và nếu không có sự hỗ trợ của Pakistan và Bin Laden thì Taliban sẽ không có khả năng duy trì chiến dịch quân sự của họ đến một năm. Trong chuyến viếng thăm sang châu Âu, Massoud cũng cảnh báo rằng cơ quan tình báo của ông đã thu thập được thông tin về một cuộc tấn công quy mô lớn sắp xảy ra trên đất Mỹ.
Ngày 9 tháng 9 năm 2001, hai kẻ tấn công tự sát Ả Rập bị cáo buộc thuộc Al Qaeda, đã giả làm nhà báo và cho kích nổ một quả bom giấu trong một máy quay phim khi đang phỏng vấn Ahmed Shah Massoud tại tỉnh Takhar của Afghanistan. Tướng Massoud chết trên máy bay trực thăng khi được chở đến bệnh viện cấp cứu. Ông được chôn cất tại quê nhà của mình ở làng Bazarak trong thung lũng Panjshir. Đám tang mặc dù diễn ra trong một khu vực khá thôn quê nhưng có tới hàng trăm ngàn người tham dự và không ngừng than khóc.
Vụ ám sát Massoud được coi là có một sự liên kết mạnh mẽ đến sự kiện ngày 11 tháng 9 năm 2001 trên đất Mỹ đã giết chết gần 3.000 người và đó dường như là cuộc tấn công khủng bố mà Massoud đã cảnh báo trong bài phát biểu trước Nghị viện châu Âu vài tháng trước đó. John P. O'Neill từng là một chuyên gia chống khủng bố và trợ lý giám đốc FBI cho đến cuối năm 2001 thì về hưu, sau được đề nghị nhận vị trí giám đốc an ninh tại Trung tâm Thương mại Thế giới (WTC). Ông đã làm việc tại WTC hai tuần trước ngày 11 tháng 9. Vào ngày 10 tháng 9 năm 2001, John O'Neill có nói với hai người bạn của mình rằng: "Đều do chúng ta. Và chúng ta sẽ phải gánh chịu một điều gì đó lớn lao.... Một số chuyện đã xảy ra ở Afghanistan [đề cập đến vụ ám sát Massoud]. Tôi không thích cách mọi thứ đang được sắp đặt tại Afghanistan.... tôi cảm nhận được một sự thay đổi và tôi nghĩ rằng mọi thứ sẽ sớm.... xảy ra". John O'Neill đã thiệt mạng vào ngày 11 tháng 9 năm 2001 khi tòa tháp phía nam sụp đổ.
Sau vụ tấn công khủng bố ngày 11 tháng 9 năm 2001, quân Liên minh phương Bắc đã lật đổ chế độ Taliban ở Kabul với sự hỗ trợ của không quân Mỹ trong Chiến dịch Tự do Bền vững, sử dụng các báo cáo tình báo được cung cấp bởi Iran trong cuộc họp của Nhóm Sáu cộng Hai tại Trụ sở Liên Hợp Quốc. Vào tháng 11 và tháng 12 năm 2001, Liên minh đã giành quyền kiểm soát phần lớn đất nước và đóng một vai trò quan trọng trong việc thiết lập chính phủ lâm thời hậu Taliban của Hamid Karzai vào cuối năm 2001.

### Sau sự kiện 11 tháng 9

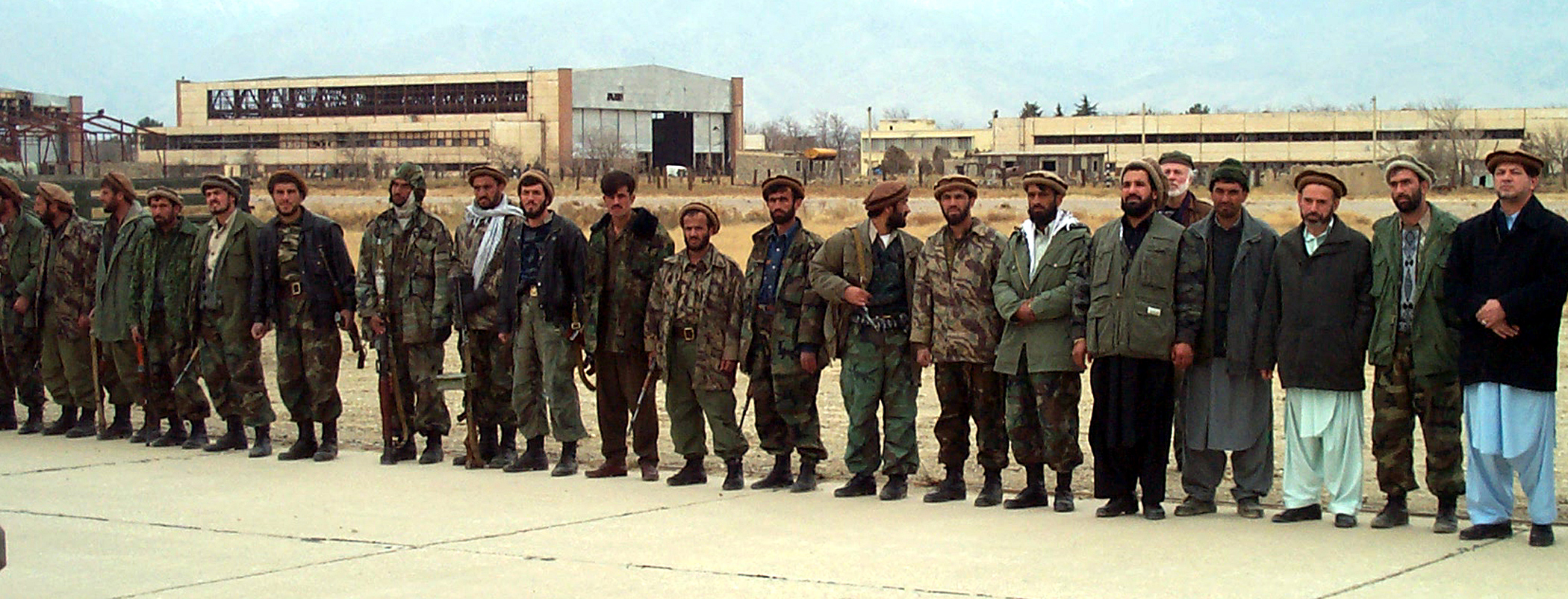
Binh lính Liên minh phương Bắc xếp hàng bên cạnh đường băng tại Sân bay Bagram ở tỉnh Parwan. (Ngày 16 tháng 12 năm 2001)

Sau vụ tấn công khủng bố ngày 11 tháng 9 tại Hoa Kỳ vào năm 2001, Mặt trận đã thành công trong việc chiếm lại Kabul từ tay Taliban với sự yểm trợ của liên quân do Mỹ dẫn đầu trong chiến dịch Tự do Bền vững. Mặc dù lo ngại về sự trở lại của sự hỗn loạn tương tự như trong cuộc nội chiến 1992-1996, tất cả các nhà lãnh đạo Afghanistan đã gặp nhau tại Đức để tạo ra một chính phủ mới. Hamid Karzai được lựa chọn để lãnh đạo đất nước và hầu hết các vị trí chủ chốt đã được trao cho các thành viên người Tajikistan của Liên minh phương Bắc. Điều này tạo ra một vấn đề quốc tế lớn. Trong khi Pakistan đã luôn luôn ủng hộ nhóm dân tộc lớn của Afghanistan là người Pashtun, Ấn Độ đã nhìn thấy một cơ hội để gia tăng sức mạnh trong khu vực bằng cách nhảy vào cuộc chơi với sự ủng hộ của Liên minh phương Bắc trong những ngày đầu của cuộc chiến. Với cả hai quốc gia đang tìm cách tăng cường hoặc duy trì quyền lực trong khu vực của họ thông qua sự đối lập giữa các phe phái ở trên địa bàn, cuộc xung đột ở Afghanistan ngày càng được các nhà quan sát nhìn nhận như một miếng mồi béo bở giữa các cường quốc.
Từ năm 2002 đến năm 2004 đã chứng kiến sự yên tĩnh tương đối ở Afghanistan. Đến năm 2006 thì do sự hỗ trợ của Pakistan, sự nổi dậy của Taliban ngày càng đạt được sức mạnh. Vào năm 2010, Tổng thống Afghanistan Karzai quyết định rằng cách duy nhất để chấm dứt cuộc nổi dậy của Taliban là kêu gọi hòa bình. Tiến trình này vừa được chấp nhận và sự hỗ trợ từ tất cả các đối tác quốc tế của Afghanistan, ngoại trừ một vài nhân vật quan trọng của Liên minh phương Bắc như Abdullah Abdullah Ahmad Zia Massoud, Mohammad Mohaqiq và những người khác. Phe đối lập về sau bị phân tán thành nhiều đảng phái đã cảnh báo rằng chính sách nhân nhượng của Karzai có thể gây tổn hại đến sự phát triển chính trị và kinh tế của Afghanistan, cùng các tiến bộ đạt được trong các lĩnh vực như giáo dục và nữ quyền. Khi các nhà lãnh đạo đối lập bị NATO và chính quyền Karzai loại khỏi các cuộc đàm phán bí mật với Taliban và thuật hùng biện chính trị của Karzai đã phải điều chỉnh các yêu cầu ngày càng tăng của Taliban, các nhà lãnh đạo của Liên minh cũng tập hợp lại để phản đối sự trở lại của Taliban ở Afghanistan vào cuối năm 2011.

## Cải cách
Mặt trận Dân tộc Afghanistan được Ahmad Zia Massoud, Abdul Rashid Dostum và Mohammad Mohaqiq thành lập vào cuối năm 2011 để phản đối các cuộc đàm phán hòa bình với Taliban, thường được coi là một cải cách của cánh quân sự của Mặt trận. Trong khi đó, nhiều cánh chính trị đã hợp nhất dưới Liên minh Quốc gia Afghanistan do Abdullah Abdullah thành lập.
Cựu lãnh đạo của Cục An ninh Quốc gia (NDS), Amrullah Saleh đã lập ra một phong trào mới là Basej-i Milli với sự ủng hộ từ giới thanh niên. Nó huy động được khoảng 10.000 người trong một cuộc biểu tình chống Taliban tại thủ đô Kabul vào tháng 5 năm 2011. Người hùng Liên minh phương Bắc cũ là Mohammed Fahim, Phó Tổng thống Afghanistan vẫn còn trong một liên minh với Hamid Karzai.

## Vấn đề nhân quyền (1997-2001)

### Khu vực của Ahmad Shah Massoud
Massoud kiểm soát khu vực Panjshir, một số vùng của tỉnh Parwan và Thakar. Một số vùng của Badakshan vẫn nằm dưới ảnh hưởng của ông trong khi số khác thì bị kiểm soát bởi Burhanuddin Rabbani vốn có một số tranh chấp với Massoud. Mặt khác, Badakshan còn là quê nhà của Rabbani. Massoud còn lập nên các tổ chức đã được cấu trúc thành một số ủy ban: chính trị, y tế, giáo dục và kinh tế. Phụ nữ và trẻ em trong khu vực của Massoud đều được phép làm việc và đi đến trường học, có ít nhất hai trường hợp đích thân Massoud đã can thiệp chống lại các trường hợp hôn nhân cưỡng ép. Phụ nữ cũng không phải mặc đồ burqa của Afghanistan. Bên cạnh đó thì Massoud còn tuyên bố chắc chắn rằng cả nam và nữ đều bình đẳng và nên tận hưởng những quyền như nhau, ông cũng phải đối phó với những truyền thống của Afghanistan mà ông nói sẽ cần một hoặc nhiều thế hệ nữa mới vượt qua được. Theo ý kiến của Massoud thì điều này chỉ có thể đạt được thông qua giáo dục.
Hàng trăm ngàn người Afghanistan đã bỏ chạy khỏi Taliban đến các khu vực do Massoud kiểm soát. Còn một vấn đề nhân đạo lớn nữa là không có đủ lương thực cho cả dân cư hiện có và những người di tản ở Afghanistan. Năm 2001, Massoud và một nhà báo Pháp đã mô tả tình hình cay đắng của người dân di tản và yêu cầu trợ giúp nhân đạo.

### Khu vực của Abdul Rashid Dostum

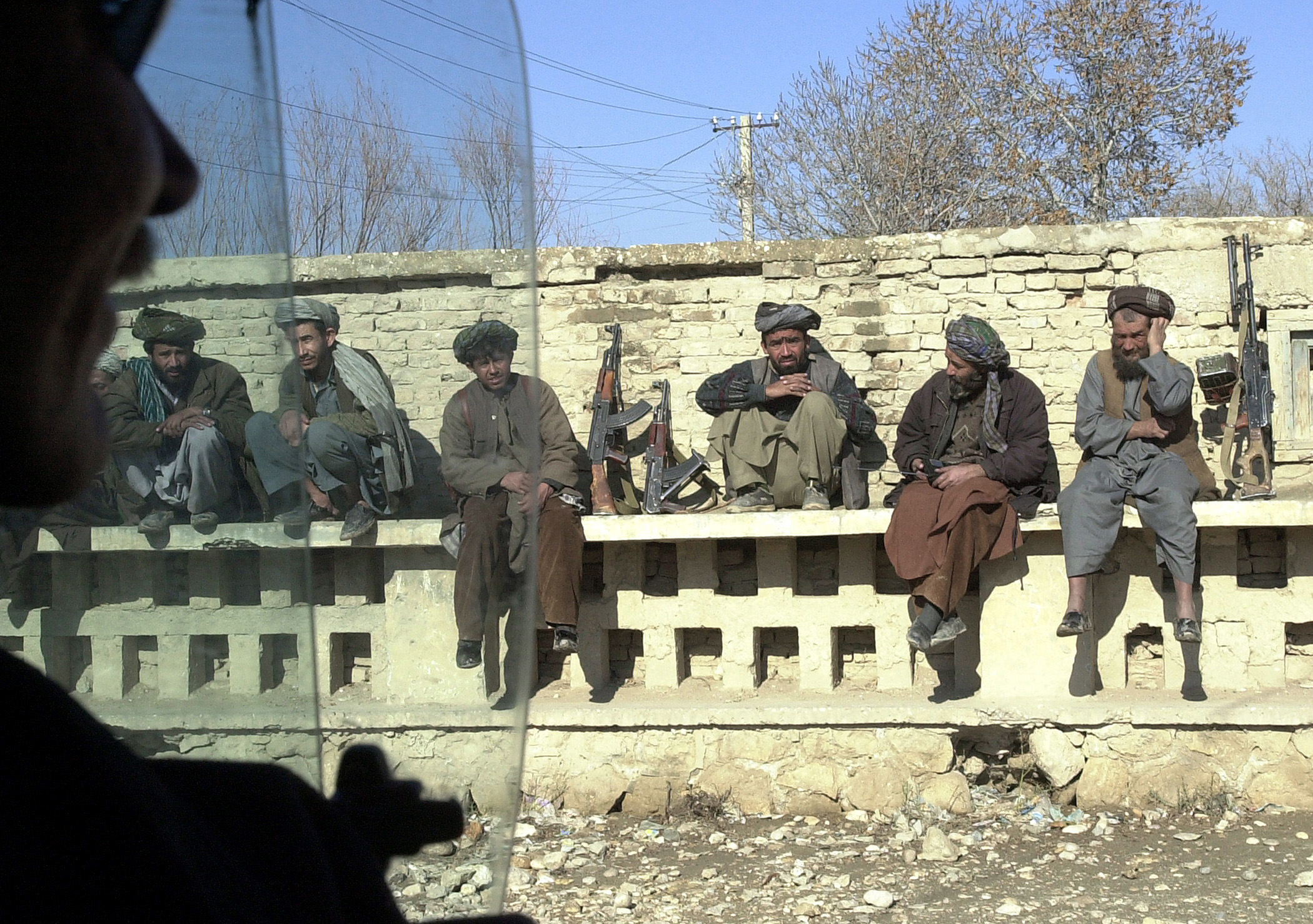
Quân đội Liên minh phương Bắc dưới sự chỉ huy của tướng Dostum ở Mazar-e Sharif, tháng 12 năm 2001

Cho đến khi Balkh bị Taliban chiếm được vào năm 1998, Abdul Rashid Dostum đã kiểm soát các tỉnh sau đây: Samangan, Balkh, Jowzjan, Faryab và Baghlan. Theo Tổ chức Theo dõi Nhân quyền đã có nhiều vi phạm về luật pháp nhân đạo quốc tế được Liên minh phương Bắc cam kết có từ giai đoạn 1996-1998 khi Dostum kiểm soát hầu hết miền Bắc.
Theo Tổ chức Theo dõi Nhân quyền vào năm 1997, khoảng 3.000 binh sĩ Taliban đã bị lực lượng Junbish của Dostum dưới sự chỉ huy của Abdul Malik Pahlawan bắt sống và hành quyết sơ sài ở quanh Mazar-i Sharif. Các vụ giết người sau khi Malik rút khỏi một liên minh ngắn với Taliban và việc bắt giữ lực lượng Taliban đang bị mắc kẹt trong thành phố. Đến khi Mỹ phát động cuộc chiến tranh chống khủng bố thì quân đội trung thành với Dostum cũng quay trở lại chiến đấu. Vào tháng 12 năm 2001, trong cuộc chiến Afghanistan, khoảng 250 đến 3.000 (tùy thuộc vào từng nguồn tài liệu) tù nhân Taliban bị bắn hoặc chết ngạt trong thùng xe tải bằng kim loại. Các tù nhân đã thiệt mạng trong khi được chuyển từ Kunduz tới Sheberghan. Sự cố này được gọi là cuộc thảm sát Dasht-i-Leili và đã bị Dostum bác bỏ cáo buộc này vào năm 2009.
Dostum thuộc về những người chỉ huy tự làm theo ý mình về mặt luật pháp thường hà khắc. Tổ chức Quan sát Nhân quyền đã phát hành các tài liệu cáo buộc tội phạm phổ biến rộng rãi nhằm mục tiêu chống lại dân thường. Tổ chức Theo dõi Nhân quyền đã yêu cầu can ngăn tích cực và từ chối ủng hộ bất kỳ cách nào cho bất kỳ nhóm hoặc liên minh bao gồm các viên chỉ huy với một hồ sơ vi phạm nghiêm trọng các tiêu chuẩn pháp luật nhân đạo quốc tế, nhất là cái tên Abdul Rashid Dostum; Haji Muhammad Muhaqqiq, một chỉ huy cấp cao của Hezb-i Wahdat; Abdul Rasul Sayyaf, lãnh đạo của nhóm Ittihad-i Islami xưa kia và Abdul Malik Pahlawan, một cựu chỉ huy cấp cao của Junbish.